# Daniël Deen
Daniël Virginio Deen (13 februari 2003) is een Nederlands-Braziliaans voetballer die als doelman speelt. Hij komt uit voor AZ.

## Clubcarrière
Deen begon met voetballen bij VSV uit Velserbroek en werd in 2014 opgenomen in de jeugdopleiding van AZ. Hij doorliep de gehele jeugdopleiding en op 14 september 2020 zat hij voor het eerst bij de wedstrijdselectie van Jong AZ. In juli 2021 kreeg hij zijn eerste profcontract aangeboden. Op 9 januari 2023 maakte hij zijn debuut voor Jong AZ, tegen Jong FC Utrecht (2-0). Sindsdien is hij afwisselend de keeper van Jong AZ en derde keeper bij de wedstrijden van AZ 1, achter Rome-Jayden Owusu-Oduro en Jeroen Zoet. Hij deelt deze positie met Hobie Verhulst. Op 7 januari 2023, twee dagen voor zijn debuut bij Jong AZ, zat hij voor het eerst bij de selectie van het eerste tegen Vitesse (1-1). 

## Persoonlijk
Deen is geboren in Nederland en heeft ook Braziliaanse roots via zijn moeder. Hij speelt zijn wedstrijden met de naam 'Virginio' op zijn rug, de achternaam van zijn moeder.

## Statistieken
| Seizoen | Club    | Competitie     | Competitie | Competitie | Beker | Beker | Overig | Overig | Totaal | Totaal |
| Seizoen | Club    | Competitie     | Wed.       | Dlp.       | Wed.  | Dlp.  | Dlp.   | Dlp.   | Wed.   | Dlp.   |
| ------- | ------- | -------------- | ---------- | ---------- | ----- | ----- | ------ | ------ | ------ | ------ |
| 2022/23 | Jong AZ | Eerste divisie | 8          | 0          | 0     | 0     | 0      | 0      | 8      | 0      |
| 2023/24 | Jong AZ | Eerste divisie | 6          | 0          | 0     | 0     | 0      | 0      | 6      | 0      |
| 2024/25 | Jong AZ | Eerste divisie | 14         | 0          | 0     | 0     | 0      | 0      | 14     | 0      |
| Totaal  | Totaal  | Totaal         | 28         | 0          | 0     | 0     | 0      | 0      | 28     | 0      |

Bijgewerkt op 25 april 2025.